# Goofy
Goofy és un gos antropomòrfic de dibuixos animats creat el 1932 per a Walt Disney Productions per Frank Webb i desenvolupat per Art Babbitt com a company del ratolí Mickey.
És un antiheroi bo però ingenu, que viu en el seu món i protagonitza gags d'humor blanc, basats en caigudes, malentesos i bromes infantils. També acostuma a donar consells morals als nens i apareix com a bon pare, amb el seu fill Max Goof. Seria una ficcionalització de l'home familiar de classe mitjana americà. Ha aparegut en diverses pel·lícules d'animació i fins i tot com a personatge d'un videojoc. A vegades es transforma en un superheroi, Supergoofy, sense que quedi clar si aquesta identitat és fruit o no de la seva fantasia.

## Història

### Creació i desenvolupament

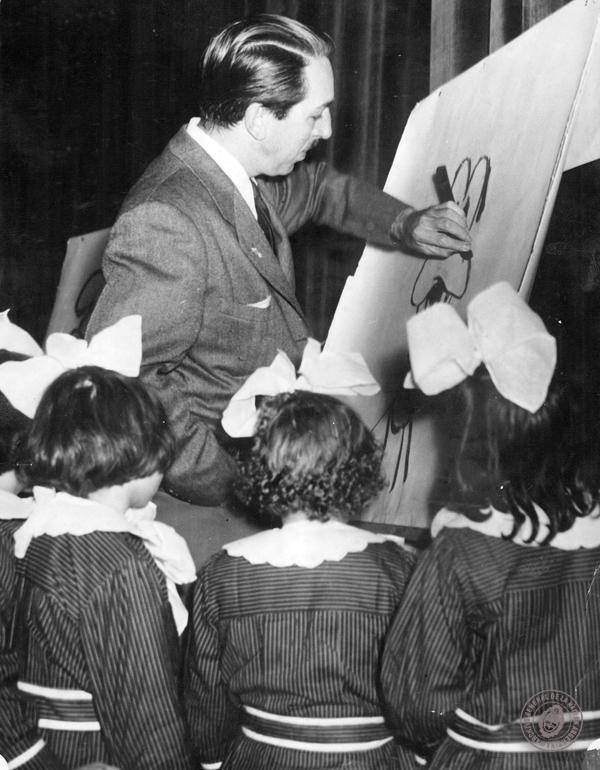
Walt Disney dibuixant a Goofy a Argentina el 1941.

Dippy Dawg, tal com va ser anomenat inicialment pels artistes de la Disney era un membre de l'audiencia a Mickey's Revue, un curt estrenat el 25 de maig de 1932 on Mickey, Minnie Mouse, Horace Horsecollar i Clarabelle Cow interpreten una cançó i espectacle de dansa. Ell molestaba constantemente als altres espectadors esclafant sorollosament els cacauets i rient fortament, fins que dos d'aquests espectadors el van treure amb el barret i el van golpejar al cap amb un martell deixant-lo adormit (i després van fer el mateix riure que ell). Aquesta versió inicial de Goofy tenia altres diferències amb les posteriors i més desenvolupades, a més del nom. Era un vell amb barba blanca, cua espinada i sense pantalons, ni roba interior. Però el curt va introduir les diferents rialles de Goofy. Aquest riure el va aportar Pinto Colvig. Walt Disney i el seu equip es van quedar impressionats per la seva rialla i van decidir reutilitzar-la. La rialla, no obstant, no era originària d'aquest curt si no de l'anterior The Barnyard Olympics, del 15 d'abril del mateix any, on no es veia al personatge que reia.
Un Dippy Dawg considerablement més jove va aparèixer a The Whoopee Party, publicat per primera vegada el 17 de setembre de 1932, com convidat a la festa i amic de Mickey i la seva colla. Dippy Dawg va fer un total de quatre aparicions el 1932 i dues més el 1933, però la majoria eren merament cameos.
Per la seva setena aparició, a Orphan's Benefit estrenat per primera vegada l'11 d'agost de 1934, va aparèixer amb el nou nom de "Goofy" (que vol dir en anglès babau) i es va convertir en un membre habitual del repartiment juntament amb l'ànec Donald i Clara Cluck. El seu nom oficial continua sent Dippy Dawg. Però fins i tot dins dels estudis Disney, parlen del personatge Goof i no de Dippy Dawg.
Aquell any Art Babbitt va escriure el que es podria anomenar un "manifest" per a Goofy. Afirma "Al meu parer, el Goof ha estat de moment un personatge de dibuixos animats pobre per la seva mentalitat física i expressiva que són indefinits i intangibles... La seva única característica que l'identificava era la seva veu." Aquest escrit es va implementar l'any següent. No és el seu primer acte d'Art Babbitt aquest manifest. El 1932, quan va sortir de la costa est dels Estats Units per entrar a Disney Studios a Califòrnia, va proposar a Walt Disney treballar-hi tres mesos de franc per després acomiadar-lo o pagar-li el que mereixés.
Al còmic, les tires còmiquies Mickey Mouse dibuixades per Floyd Gottfredson, que va assumir les publicacions el 1930 després de la sortida de Ub Iwerks, sol escenificar. la vida diària de Mickey Mouse. A partir del 8 de gener de 1933, Gottfredson inclou el personatge a les 'tires' setmanals i l'anomena Dippy Dawg. Aquest personatge s'aproxima al de les pel·lícules per certes característiques fisionomiques. Abans de ser una amic íntim de Mickey, Gottfredson fa de Dippy un veí voluminós. Després li dona un lloc més important.
La producció de còmics Disney en aquest moment està dividida en diverses parts, les dues més importants són les tires diàries (de dilluns a divendres) i les setmanals (del diumenge). Dippy va aparèixer per primera vegada a les setmanals, però ràpidament es va unir a les diàries. La primera història diària en què Dippy apareix com un amic íntim de Mickey, que comparteix les seves aventures, és "Mickey and the Three Robbers", publicada des del 9 d'octubre de 1933 al 9 de gener de 1934. Després apareix regularment a les històries com a personatge secundari.

### Trio Mickey/Donald/Goofy
Mickey's Service Station, dirigida per Ben Sharpsteen el 16 de març de 1935 marca la primera aventura del trio Mickey/Donald/Goofy, així com la implementació dels comentaris d'Art Babbitt. Aquesta pel·lícula marca una fita en la vida del personatge de Goofy. L'arribada d'Art Babbitt dona al personatge un nou alè donant-li noves característiques. Goofy va tenir llavors una nova personalitat, reutilitzada durant els anys següents. En aquesta pel·lícula, Goofy és un mecànic confrontat amb la reparació d'un motor. Mentre s'enfila al motor i passa el braç per la mecànica, la seva mà el toca per darrere, però Goofy, després de diversos intents i un martell, s'adona que és ell mateix. Segons John Grant, és gràcies a aquesta escena que "Goofy ha desenvolupat finalment el seu gloriós art d'utilitzar el màxim temps possible per aconseguir el mínim possible". Però perquè Babbitt es fes càrrec d'aquesta escena, hauria tingut un acord amb Walt Disney, obligant-se a treballar en un escenari amb Pete, un personatge que detestava.
Els curts del trio parteixen d'un mateix patró, conegut com a "estructura rígida" per John Grant: davant d'una sèrie de problemes, intenten trobar una solució actuant tots tres per separat, segons el seu caràcter, i la conclusió els reuneix, sovint a costa seva. Goofy també té la particularitat de trobar objectes normalment inanimats que cobren vida i convertir-se en els seus enemics fins que acaba per preguntar-se sobre la situació.
Clock Cleaners, llançat per primera vegada el 15 d'octubre de 1937 i Lonesome Ghosts, llançat per primera vegada el 24 de desembre de 1937, solen ser considerats els més destacats d'aquesta sèrie de clàssics animats.
Durant la sèrie, el paper de Mickey disminueix gradualment en benefici dels seus camarades per una raó senzilla: entre Donald el frustrat i Goofy el somiador, Mickey apareix ràpidament com qui ha de mantenir els peus a terra i per això resulta difícil realitzar gags per ell. Quan, el 1937, Donald, després del seu èxit, va obtenir la seva pròpia sèrie, Disney ja no va permetre a Gottfredson utilitzar-lo en les històries de Mickey Mouse en còmics. Privat d'un personatge important, Goofy continuarà com l'únic ajudant de Mickey, els dos mons (els dels ratolins Mickeyville i els ànecs Donaldville) es creuaran cada cop més rarament.

### Duos i debut com a protagonista
No va ser fins al 1938 que el nom Dippy Dawg va desaparèixer completament dels còmics, amb el títol "The Story of Dippy the Goof" dona al personatge un nom nou, però en dibuixos animats, el sobrenom es converteix oficialment en Goofy the Goof. El 1939, el nom de Goofy Goof va ser oficial en el primer curtmetratge de la sèrie homònima.
Polar Trappers, llançat el 17 de juny de 1938, marca la primera aventura de Goofy i Donald sense Mickey. Propietaris del "Donald and Goofy Trapping Co.", els nostres herois intentan caçar, sense èxit, la morsa al pol Nord. Tot i això, aquesta pel·lícula continua etiquetada a la sèrie Mickey Mouse. Mickey torna a aparèixer a The Whalers, llançat el 19 d'agost de 1938, que marcarà l'última actuació del trio en l'era clàssica.
Goofy and Wilbur, dirigit per Dick Huemer i llançat el 17 de març de 1939, és la primera aventura en solitari de Goofy i el començament de la seva pròpia sèrie. Aquest curtmetratge reuneix els destins de Dingo i Wilbur, la seva mascota, un celífer. Els dos companys han de lluitar contra una successió de mala sort.

### La sèrieHow to
El 1938, un any després de la seva última sessió com a personatge, Colvig va abandonar Disney i va deixar l'estudi, deixant a Goofy sense veu. Segons Leonard Maltin, va ser cosa que va provocar la sèrie How to... (com fer) de dibuixos animats dels anys quaranta en què Goofy tenia poc diàleg i es va fer servir un narrador (sovint John McLeish) (també s'utilitzaria sovint la veu de Colvig enregistrada o es va contractar un home anomenat George Johnson per imitar-lo). En els dibuixos animats, Goofy demostrava maldestrament però sempre decidit i mai frustrat, com fer-ho tot, des de l'esquí de neu fins a dormir, de jugar al futbol, a muntar un cavall. Els dibuixos How to... de Goofy van funcionar tan bé que es van convertir en un format esencial, i encara es fa servir en els curts actuals de Goofy, el més recent és el de How to Hook Up Your Home Theatre, llançat en teatres el 2007.

### Anys quaranta i cinquanta
Més endavant, a partir de How to Play Baseball (Com jugar a beisbol) (1942), Goofy va protagonitzar una sèrie de dibuixos en què cada personatge únic del dibuix era una versió diferent de Goofy. Això va treure a Goofy del paper de ser un personatge de dibuixos animats maldestre per convertir-lo en una figura d'home comú. Colvig va tornar a Disney el 1940 i va reprendre la veu de Goofy tres anys després. Moltes de les animacions de Goofy van ser dirigides per Jack Kinney.
Igual que altres produccions que utilitzen Goofy en l'esport, presenten una altra faceta del personatge, el Goofy esportiu que Flora O'Brien descriu en una secció especial del seu llibre Walt Disney's Goofy: The Good Sport . O'Brien explica que aquesta associació amb l'esport està vinculada a la joventut de Jack Kinney, atleta experimentat, campió de salt d'alçada i després membre insubstituïble de l'equip de softball de l'equip de Disney. Quant a l'ús exclusiu del personatge de Goofy en tots els papers, especifica que és la solució que troba Kinney per reduir els costos relacionats amb l'animació de diversos personatges Disney.

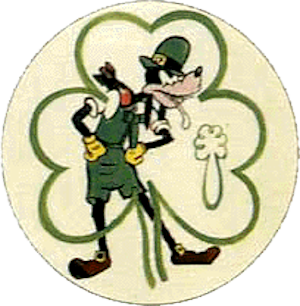
emblema del 602è escuadró de bombarders, aprovat el 6 de març de 1944

Com la majoria dels personatges de curtmetratges de Disney, Goofy es va utilitzar durant la Segona Guerra Mundial com a insígnia per a les tropes nord-americanes.. Malgrat la seva mala prestació com a mecànic el 1935 a "Mickey's Service Station", es va convertir en la insígnia del 374é escuadró d'entrenament bimotor.
Participa, com Donald, en l'"esforç de la guerra" amb pel·lícules de propaganda com Victory Vehicles (1943), demanant economitzar el combustible.
Durant el període 1941-1946, Goofy està present en 28 pel·lícules, Mickey en 16 i Donald en 60. Comparats aquestes cifres, Flora O'Brien assenyala que l'ànec Donald és el "gran heroi de Disney per a aquest període", "Mickey" és una estrella apagant-se" i Goofy un "artista realitzat". El personatge continua la seva carrera amb els nombrosos curtmetratges de la sub-sèrie How to... i també en algunes seqüències de llargmetratges com El Gaucho Goofy, tercera part del llargmetratge "Saludos Amigos", en el qual part de l'equip va ser enviar al costat de Walt Disney a Sud-amèrica. Aquest curtmetratge presenta Goofy convertit en un gaucho a la pampa, recordant el curtmetratge The Gallopin' Gaucho protagonitzat per Mickey, estrenat el 1928.
Alguns altres curtmetratges també li permeten seguir els passos de Mickey o les Alice Comedies explorant el món. Es pot citar Tiger trouble (1945) a l'Índia, Lion Down (1951) a l'Àfrica, Two Gun Goofy (1952) a l'extrem oest (recordant el 1934 Two-Gun Mickey) i For Whom the Bulls Toil (1953) a Espanya.
El procés d'encarnacions de Goffy culmina amb el curtmetratge “No Smoking” (1951) en què Goffy, en un món de Goffys, intenta desesperadament desfer-se la seva addicció a la nicotina. La pel·lícula també és una excepció en la política dels estudis Disney, que tenien la regla d'evitar controvèrsies, en un moment en què el tabaquisme encara es considerava natural i gratificant.
Flora O'Brien informa que aquesta sobreexplotació de Dingo ha estat criticada, sense especificar per qui, per "portar el personatge molt lluny de les seves arrels". Ella respon a això que es pren com un reflex dels canvis que van afectar la societat nord-americana a la dècada de 1950, com la fotografia per a tothom, els cotxes, els pares que mantenen els fills o els viatges a les vacances. També es pot veure una crítica a la societat en aquell moment, Goofy no respectant el codi social establert durant segles com que les dones es quedin a casa mentre els homes treballen.